# Persone di cognome Harris
| Questa pagina contiene informazioni ricavate automaticamente dalle voci biografiche con l'ausilio del template Bio e di un bot. L'aggiornamento è periodico e automatico e ricostruisce completamente la pagina. Se manca una persona in questa lista, sei pregato di non aggiungerla, ma accertati piuttosto che la sua voce biografica contenga il template Bio e che i dati anagrafici siano correttamente compilati. Se il template Bio manca, inseriscilo tu stesso o, in alternativa, metti l'avviso {{tmp\|Bio}} che ne segnala la mancanza. Se i dati riportati sono sbagliati, correggi direttamente la voce biografica; le modifiche saranno visibili in questa lista entro pochi giorni. Per chiarimenti vedi il progetto antroponimi. La lista contiene solo le 269 persone che sono citate nell'enciclopedia e per le quali è stato implementato correttamente il template Bio. Pagina aggiornata al 7 ago 2025. |

Questa è una lista di persone presenti nell'enciclopedia che hanno il cognome Harris, suddivise per attività principale.

## Allenatori di calcio(4)
- Allan Harris, allenatore di calcio e calciatore inglese (Londra, n. 1942 - Epsom, † 2017)
- Neil Harris, allenatore di calcio e ex calciatore inglese (Orsett, n. 1977)
- Neil Harris, allenatore di calcio e calciatore scozzese (Tollcross, n. 1894 - † 1941)
- Walter Harris, allenatore di calcio inglese (Birmingham)

## Allenatori di hockey su ghiaccio(1)
- Ron Harris, allenatore di hockey su ghiaccio e ex hockeista su ghiaccio canadese (Verdun, n. 1942)

## Allenatori di pallacanestro(1)
- Del Harris, allenatore di pallacanestro e dirigente sportivo statunitense (Plainfield, n. 1937)

## Animatori(2)
- Cyriak, animatore e compositore britannico (Brighton, n. 1974)
- Ken Harris, animatore e regista statunitense (Contea di Tulare, n. 1898 - Woodland Hills, † 1982)

## Antropologi(1)
- Marvin Harris, antropologo statunitense (New York, n. 1927 - Gainesville, † 2001)

## Archeologi(2)
- Edward Harris, archeologo britannico (Hamilton, n. 1946)
- James Rendel Harris, archeologo britannico (Plymouth, n. 1852 - Birmingham, † 1941)

## Architetti(1)
- Harwell Hamilton Harris, architetto statunitense (Redlands, n. 1903 - Raleigh, † 1990)

## Arcivescovi cattolici(1)
- Joseph Everard Harris, arcivescovo cattolico trinidadiano (Arouca, n. 1942)

## Artisti(1)
- Lyle Ashton Harris, artista statunitense (New York, n. 1965)

## Artisti marziali misti(1)
- Walt Harris, artista marziale misto statunitense (Birmingham, n. 1983)

## Astronauti(1)
- Bernard Harris, ex astronauta statunitense (Temple, n. 1956)

## Attori(25)
- Joe Harris, attore statunitense (Lewiston, n. 1870 - Hollywood, † 1953)
- Phil Harris, attore, musicista e doppiatore statunitense (Linton, n. 1904 - Rancho Mirage, † 1995)
- Alan Harris, attore britannico (Enfield, n. 1938 - Inghilterra, † 2020)
- Andy Scott Harris, attore ucraino (Kiev, n. 1998)
- Brad Harris, attore e produttore cinematografico statunitense (St. Anthony, n. 1933 - Santa Monica, † 2017)
- Ed Harris, attore statunitense (Englewood, n. 1950)
- George Harris, attore britannico (Taunton, n. 1949)
- George Harris, attore statunitense (Pittsburgh, n. 1892 - Youngstown, † 1954)
- Hank Harris, attore statunitense (Duluth, n. 1979)
- Jared Harris, attore britannico (Londra, n. 1961)
- Johnny Harris, attore britannico (Lambeth, n. 1965)
- Jonny Harris, attore canadese (Pouch Cove, Newfoundland and Labrador, n. 1975)
- Joshua Harris, attore statunitense (n. 1978)
- Julius Harris, attore statunitense (Filadelfia, n. 1923 - Woodland Hills, † 2004)
- Kyle Harris, attore statunitense (Irvine, n. 1986)
- Leonard Harris, attore, scrittore e critico cinematografico statunitense (Bronx, n. 1929 - Hartford, † 2011)
- Neil Patrick Harris, attore, comico e cantante statunitense (Albuquerque, n. 1973)
- Richard Harris, attore e cantautore irlandese (Limerick, n. 1930 - Londra, † 2002)
- Rossie Harris, attore e musicista statunitense (Ventura, n. 1969)
- Robert H. Harris, attore statunitense (New York, n. 1911 - Los Angeles, † 1981)
- Sean Harris, attore britannico (Woodbridge, n. 1966)
- Wood Harris, attore statunitense (Chicago, n. 1969)
- Stacy Harris, attore canadese (Big Timber, n. 1918 - Los Angeles, † 1973)
- Steve Harris, attore statunitense (Chicago, n. 1965)
- Jamie Harris, attore britannico (Londra, n. 1963)

## Attrici(19)
- Julie Harris, attrice statunitense (Grosse Pointe Park, n. 1925 - West Chatham, † 2013)
- Anita Harris, attrice e cantante inglese (Midsomer Norton, n. 1942)
- Barbara Harris, attrice statunitense (Evanston, n. 1935 - Scottsdale, † 2018)
- Barbara Eve Harris, attrice trinidadiana (Tobago, n. 1959)
- Cassandra Harris, attrice australiana (Sydney, n. 1948 - Los Angeles, † 1991)
- Danielle Harris, attrice e doppiatrice statunitense (Oyster Bay, n. 1977)
- Estelle Harris, attrice e doppiatrice statunitense (New York, n. 1928 - Palm Desert, † 2022)
- Harriet Sansom Harris, attrice statunitense (Fort Worth, n. 1955)
- Kristen Harris, attrice canadese (Calgary, n. 1976)
- Laura Harris, attrice canadese (Vancouver, n. 1976)
- Madeleine Harris, attrice britannica (Londra, n. 2001)
- Marilyn Harris, attrice statunitense (California, n. 1924 - Los Angeles, † 1999)
- Mel Harris, attrice statunitense (Bethlehem, n. 1956)
- Mildred Harris, attrice statunitense (Cheyenne, n. 1901 - Hollywood, † 1944)
- Moira Harris, attrice statunitense (Pontiac, n. 1954)
- Naomie Harris, attrice britannica (Londra, n. 1976)
- Rachael Harris, attrice statunitense (Worthington, n. 1968)
- Rosemary Harris, attrice britannica (Ashby-de-la-Zouch, n. 1927)
- Theresa Harris, attrice statunitense (Houston, n. 1906 - Inglewood, † 1985)

## Attrici teatrali(1)
- Amanda Harris, attrice teatrale britannica (Adelaide, n. 1963)

## Avvocati(1)
- Paul Harris, avvocato statunitense (Racine, n. 1868 - Chicago, † 1947)

## Bassisti(2)
- Jet Harris, bassista e chitarrista britannico (Londra, n. 1939 - Winchester, † 2011)
- Steve Harris, bassista, compositore e produttore discografico britannico (Londra, n. 1956)

## Batteristi(1)
- Mick Harris, batterista britannico (Birmingham, n. 1967)

## Biblisti(1)
- Murray J. Harris, biblista neozelandese (Auckland, n. 1939)

## Bobbisti(1)
- Devon Harris, bobbista giamaicano (Kingston, n. 1964)

## Calciatori(7)
- Atiba Harris, ex calciatore nevisiano (Basseterre, n. 1985)
- Calvin Harris, calciatore inglese (Middlesbrough, n. 2000)
- Gordon Harris, calciatore inglese (Worksop, n. 1940 - Worksop, † 2014)
- Jomo Harris, calciatore inglese (n. 1995)
- Mark Harris, calciatore gallese (Swansea, n. 1998)
- Peter Harris, calciatore inglese (n. 1925 - † 2003)
- Ron Harris, ex calciatore e allenatore di calcio britannico (Londra, n. 1944)

## Calciatrici(1)
- Ashlyn Harris, ex calciatrice statunitense (Cocoa Beach, n. 1985)

## Cantanti(11)
- Jack Harris, cantante inglese (Shoreditch, n. 1951)
- Jesse Harris, cantante e musicista statunitense (New York, n. 1969)
- Lauren Harris, cantante inglese (Londra, n. 1984)
- Major Harris, cantante e chitarrista statunitense (Richmond, n. 1947 - Richmond, † 2012)
- Malik Harris, cantante tedesco (Landsberg am Lech, n. 1997)
- Marion Harris, cantante statunitense (Indiana, n. 1896 - New York, † 1944)
- Rolf Harris, cantante, showman e pittore australiano (Perth, n. 1930 - Berkshire, † 2023)
- Ronan Harris, cantante e musicista irlandese (n. 1967)
- Tina Harris, cantante statunitense (Maryland, n. 1975)
- Wee Willie Harris, cantante, musicista e pianista britannico (Bermondsey, n. 1933 - † 2023)
- Wynonie Harris, cantante statunitense (Omaha, n. 1915 - Los Angeles, † 1969)

## Cantautrici(1)
- Emmylou Harris, cantautrice e musicista statunitense (Birmingham, n. 1947)

## Cestiste(6)
- Amber Harris, ex cestista statunitense (Indianapolis, n. 1988)
- Angela Harris, ex cestista statunitense (n. 1976)
- Fran Harris, ex cestista e conduttrice televisiva statunitense (Dallas, n. 1965)
- Janet Harris, ex cestista statunitense (Chicago, n. 1962)
- Lusia Harris, cestista statunitense (Minter City, n. 1955 - Greenwood, † 2022)
- Tyasha Harris, cestista statunitense (East Lansing, n. 1998)

## Cestisti(39)
- Alex Harris, ex cestista statunitense (Mission Viejo, n. 1986)
- Art Harris, cestista statunitense (Los Angeles, n. 1947 - San Francisco, † 2007)
- Bernie Harris, ex cestista e allenatore di pallacanestro statunitense (Roanoke, n. 1950)
- Bob Harris, cestista statunitense (Linden, n. 1927 - Tupelo, † 1977)
- Chris Harris, cestista britannico (Southampton, n. 1933 - Dayton, † 2022)
- Manny Harris, cestista statunitense (Detroit, n. 1989)
- Mike Harris, cestista statunitense (Hillsboro, n. 1983)
- Steve Harris, cestista statunitense (Kansas City, n. 1963 - † 2016)
- Alandise Harris, ex cestista statunitense (Little Rock, n. 1990)
- Anthony Harris, ex cestista statunitense (Chicago, n. 1985)
- Billy Harris, cestista statunitense (Chicago, n. 1951 - Chicago, † 2010)
- C.J. Harris, cestista statunitense (Winston-Salem, n. 1991)
- Darnell Harris, ex cestista statunitense (Milwaukee, n. 1992)
- Darnell Harris, ex cestista statunitense (Baltimora, n. 1986)
- Darrell Harris, cestista statunitense (Cleveland, n. 1984)
- Devin Harris, ex cestista statunitense (Milwaukee, n. 1983)
- Dulaine Harris, ex cestista e allenatore di pallacanestro statunitense (Detroit, n. 1954)
- Elias Harris, cestista tedesco (Spira, n. 1989)
- Eron Harris, cestista statunitense (Indianapolis, n. 1993)
- Gary Harris, cestista statunitense (Fishers, n. 1994)
- Ivan Harris, ex cestista statunitense (Springfield, n. 1984)
- Jalen Harris, cestista statunitense (Dallas, n. 1998)
- Joe Harris, ex cestista statunitense (Chelan, n. 1991)
- Jordan Harris, cestista statunitense (Donalsonville, n. 1997)
- Kevon Harris, cestista statunitense (Ellenwood, n. 1997)
- Lance Harris, ex cestista e allenatore di pallacanestro statunitense (Columbia, n. 1984)
- Luther Harris, cestista statunitense (n. 1923 - Cottage Hills, † 1986)
- Marvelle Harris, cestista statunitense (San Bernardino, n. 1993)
- Merv Harris, cestista e allenatore di pallacanestro australiano (n. 1923)
- Neal Harris, cestista, allenatore di pallacanestro e giocatore di baseball statunitense (Ringtown, n. 1906 - Lancaster, † 1982)
- Paul Harris, cestista statunitense (Niagara Falls, n. 1986)
- Ramon Harris, cestista statunitense (Anchorage, n. 1988)
- Ricky Harris, ex cestista statunitense (Baltimora, n. 1987)
- Sydmill Harris, ex cestista olandese (Hoofddorp, n. 1982)
- Terrel Harris, ex cestista statunitense (Dallas, n. 1987)
- Terrell Harris, cestista statunitense (Indiantown, n. 1993)
- Tony Harris, ex cestista statunitense (Monroe, n. 1967)
- Tyler Harris, cestista statunitense (Dix Hills, n. 1993)
- Wesley Harris, cestista statunitense (Jackson, n. 1997)

## Chitarristi(2)
- Mitch Harris, chitarrista statunitense (New York, n. 1969)
- Norman Harris, chitarrista, cantautore e produttore discografico statunitense (Filadelfia, n. 1947 - Filadelfia, † 1987)

## Cicliste su strada(1)
- Ella Harris, ciclista su strada neozelandese (Cashmere Hills, n. 1998)

## Conduttrici televisive(1)
- Samantha Harris, conduttrice televisiva statunitense (Hopkins, n. 1973)

## Diplomatici(1)
- James Harris, I conte di Malmesbury, diplomatico inglese (Salisbury, n. 1746 - Salisbury, † 1820)

## Disc jockey(1)
- Quentin Harris, disc jockey statunitense (Detroit, n. 1970)

## Drammaturghi(1)
- Jeremy O. Harris, drammaturgo, attore e sceneggiatore statunitense (n. 1989)

## Economisti(2)
- Donald J. Harris, economista giamaicano (Saint Ann's Bay, n. 1938)
- Seymour Harris, economista statunitense (New York, n. 1897 - † 1974)

## Entomologi(2)
- Moses Harris, entomologo e incisore inglese (n. 1730 - † 1788)
- Thaddeus William Harris, entomologo statunitense (Dorchester, n. 1795 - Cambridge, † 1856)

## Esploratori(1)
- William Cornwallis Harris, esploratore britannico (Wittersham, n. 1807 - Sarwar, † 1848)

## Filosofi(1)
- Sam Harris, filosofo, saggista e neuroscienziato statunitense (Los Angeles, n. 1967)

## Genetiste(1)
- Mary Styles Harris, genetista statunitense (Nashville, n. 1949)

## Geografi(1)
- Chauncy Harris, geografo statunitense (Logan, n. 1914 - Chicago, † 2003)

## Giocatori di baseball(2)
- Bucky Harris, giocatore di baseball e allenatore di baseball statunitense (Port Jervis, n. 1896 - Bethesda, † 1977)
- Will Harris, giocatore di baseball statunitense (Houston, n. 1984)

## Giocatori di curling(1)
- Mike Harris, giocatore di curling canadese (Georgetown, n. 1967)

## Giocatori di football americano(38)
- DuJuan Harris, ex giocatore di football americano statunitense (Brooksville, n. 1988)
- Al Harris, ex giocatore di football americano e allenatore di football americano statunitense (Bangor, n. 1956)
- Al Harris, ex giocatore di football americano statunitense (Coconut Creek, n. 1974)
- Anthony Harris, giocatore di football americano statunitense (Richmond, n. 1991)
- Brandon Harris, giocatore di football americano statunitense (Miami, n. 1990)
- Charles Harris, giocatore di football americano statunitense (Kansas City, n. 1995)
- Christian Harris, giocatore di football americano statunitense (Baton Rouge, n. 2001)
- Cliff Harris, ex giocatore di football americano statunitense (Fayetteville, n. 1948)
- Damien Harris, ex giocatore di football americano statunitense (Richmond, n. 1997)
- Darius Harris, giocatore di football americano statunitense (Horn Lake, n. 1996)
- David Harris, giocatore di football americano statunitense (Grand Rapids, n. 1984)
- Demetrius Harris, giocatore di football americano statunitense (Carrollton, n. 1991)
- Demone Harris, giocatore di football americano statunitense (Buffalo, n. 1995)
- Drequan Harris, giocatore di football americano statunitense (Mauldin)
- Dwayne Harris, ex giocatore di football americano statunitense (Atlanta, n. 1987)
- Franco Harris, giocatore di football americano statunitense (Fort Dix, n. 1950 - Sewickley, † 2022)
- Jabari Harris, giocatore di football americano statunitense (Jackson, n. 1992)
- Jacob Harris, giocatore di football americano statunitense (Palm Harbor, n. 1997)
- James Harris, giocatore di football americano statunitense (n. 1947)
- Jeremy Harris, giocatore di football americano statunitense (Los Angeles, n. 1991)
- John Harris, ex giocatore di football americano statunitense (Fort Benning, n. 1956)
- Jon Harris, ex giocatore di football americano statunitense (Brooklyn, n. 1974)
- Josh Harris, giocatore di football americano statunitense (Carrollton, n. 1989)
- Kevin Harris, giocatore di football americano statunitense (Hinesville, n. 2000)
- Kwame Harris, giocatore di football americano giamaicano (Giamaica, n. 1982)
- Major Harris, ex giocatore di football americano statunitense (Pittsburgh, n. 1968)
- Marcell Harris, giocatore di football americano statunitense (Orlando, n. 1994)
- Mike Harris, giocatore di football americano statunitense (Miami, n. 1989)
- Michael Harris, giocatore di football americano statunitense (Oakland, n. 1988)
- Najee Harris, giocatore di football americano statunitense (Martinez, n. 1998)
- Napoleon Harris, ex giocatore di football americano e politico statunitense (Chicago, n. 1979)
- Nic Harris, ex giocatore di football americano e attore statunitense (Alexandria, n. 1986)
- Nick Harris, giocatore di football americano statunitense (n. 1998)
- Richard Harris, giocatore di football americano e allenatore di football americano statunitense (Shreveport, n. 1948 - Winnipeg, † 2011)
- Ryan Harris, giocatore di football americano statunitense (Minneapolis, n. 1985)
- Shelby Harris, giocatore di football americano statunitense (Milwaukee, n. 1991)
- Walt Harris, ex giocatore di football americano statunitense (LaGrange, n. 1974)
- Will Harris, giocatore di football americano statunitense (Suwanee, n. 1995)

## Giocatori di snooker(1)
- James Harris, giocatore di snooker inglese

## Giornalisti(4)
- Chris Harris, giornalista e conduttore televisivo britannico (Beaconsfield, n. 1975)
- Henry Wilson Harris, giornalista britannico (Plymouth, n. 1883 - Londra, † 1955)
- Joel Chandler Harris, giornalista e scrittore statunitense (Eatonton, n. 1848 - Atlanta, † 1908)
- John Harris, giornalista, scrittore e critico musicale inglese (Wilmslow, n. 1969)

## Hockeisti su ghiaccio(1)
- Hinky Harris, hockeista su ghiaccio e allenatore di hockey su ghiaccio canadese (Toronto, n. 1936 - Toronto, † 2001)

## Informatici(1)
- Tristan Harris, informatico e imprenditore statunitense (n. 1984)

## Insegnanti(1)
- Stephen L. Harris, docente e biblista statunitense (Aberdeen, n. 1937 - Sacramento, † 2019)

## Linguiste(1)
- Alice Harris, linguista statunitense (Columbus, n. 1947)

## Linguisti(1)
- Zellig Harris, linguista statunitense (Balta, n. 1909 - New York, † 1992)

## Maratoneti(1)
- Bertie Harris, maratoneta sudafricano (n. 1884)

## Modelle(1)
- Crystal Harris, modella statunitense (Lake Havasu City, n. 1986)

## Montatori(1)
- Jon Harris, montatore, regista e produttore cinematografico britannico (Sheffield, n. 1967)

## Musiciste(1)
- Grouper, musicista statunitense (West Marin, n. 1980)

## Naturalisti(1)
- George Prideaux Robert Harris, naturalista australiano (n. 1775 - † 1810)

## Neurologi(1)
- Wilfred Harris, neurologo inglese (n. 1869 - † 1960)

## Nuotatori(1)
- Bill Harris, nuotatore statunitense (Honolulu, n. 1897 - Honolulu, † 1961)

## Nuotatrici(2)
- Medi Harris, nuotatrice britannica (Porthmadog, n. 2002)
- Meg Harris, nuotatrice australiana (Albury, n. 2002)

## Ostacolisti(2)
- Danny Harris, ex ostacolista statunitense (Torrance, n. 1965)
- Aleec Harris, ostacolista statunitense (Atlanta, n. 1990)

## Pallavoliste(1)
- Deja Harris, pallavolista statunitense (Las Vegas, n. 1996)

## Personaggi televisivi(1)
- Jillian Harris, personaggio televisivo canadese (Peace River, n. 1979)

## Pianisti(1)
- Gene Harris, pianista statunitense (Benton Harbor, n. 1933 - Boise, † 2000)

## Piloti automobilistici(1)
- Mike Harris, pilota automobilistico sudafricano (Mufulira, n. 1939 - Durban, † 2021)

## Piloti motociclistici(2)
- Karl Harris, pilota motociclistico britannico (Sheffield, n. 1979 - Isola di Man, † 2014)
- Shaun Harris, pilota motociclistico neozelandese (Hawera, n. 1963)

## Pirati(1)
- Peter Harris, pirata inglese (Inghilterra - Panama, † 1680)

## Pistard(1)
- Reg Harris, pistard britannico (Birtle Moor, n. 1920 - Macclesfield, † 1992)

## Pittori(1)
- Robert Harris, pittore canadese (Caerhun, n. 1849 - Montreal, † 1919)

## Politiche(2)
- Kamala Harris, politica statunitense (Oakland, n. 1964)
- Katherine Harris, politica statunitense (Key West, n. 1957)

## Politici(10)
- Albert Galliton Harrison, politico statunitense (Mount Sterling, n. 1800 - Fulton, † 1839)
- Andy Harris, politico statunitense (New York, n. 1957)
- Elisha Harris, politico statunitense (Cranston, n. 1791 - Coventry, † 1861)
- Ira Harris, politico statunitense (Charleston, n. 1802 - Albany, † 1875)
- James Harris, III conte di Malmesbury, politico britannico (Londra, n. 1807 - Londra, † 1889)
- Joe Frank Harris, politico statunitense (Cartersville, n. 1936)
- Mark Harris, politico statunitense (Winston-Salem, n. 1966)
- Nathaniel E. Harris, politico statunitense (Jonesborough, n. 1846 - Contea di Carter, † 1929)
- Philip Harris, politico e imprenditore britannico (n. 1942)
- Simon Harris, politico irlandese (Greystones, n. 1986)

## Predicatori(1)
- William Wade Harris, predicatore e missionario liberiano (n. 1865 - † 1929)

## Pugili(2)
- Harry Harris, pugile statunitense (Chicago, n. 1880 - † 1958)
- Ronald Woodson Harris, ex pugile statunitense (Canton, n. 1948)

## Rapper(3)
- Da Brat, rapper e attrice statunitense (Chicago, n. 1974)
- T.I., rapper e attore statunitense (Atlanta, n. 1980)
- Cupcakke, rapper e cantautrice statunitense (Chicago, n. 1997)

## Registi(3)
- Damian Harris, regista, sceneggiatore e produttore cinematografico britannico (Londra, n. 1958)
- Dan Harris, regista, sceneggiatore e produttore cinematografico statunitense (Kingston, n. 1979)
- Harry Harris, regista televisivo statunitense (Kansas City, n. 1922 - Los Angeles, † 2009)

## Rugbisti a 15(1)
- Chris Harris, rugbista a 15 britannico (Carlisle, n. 1990)

## Sassofonisti(1)
- Eddie Harris, sassofonista e pianista statunitense (Chicago, n. 1934 - Los Angeles, † 1996)

## Sceneggiatori(2)
- Elmer Harris, sceneggiatore e commediografo statunitense (Chicago, n. 1878 - Washington, † 1966)
- James B. Harris, sceneggiatore, produttore cinematografico e regista statunitense (New York, n. 1928)

## Scrittori(4)
- Frank Harris, scrittore irlandese (Galway, n. 1856 - Nizza, † 1931)
- John Harris, scrittore e matematico inglese (Shropshire, n. 1666 - Norton Court, † 1719)
- Robert Harris, scrittore e giornalista inglese (Nottingham, n. 1957)
- Wilson Harris, scrittore guyanese (New Amsterdam, n. 1921 - Chelmsford, † 2018)

## Scrittrici(3)
- Charlaine Harris, scrittrice statunitense (Tunica, n. 1951)
- Joanne Harris, scrittrice britannica (Barnsley, n. 1964)
- Theodosia Harris, scrittrice e sceneggiatrice statunitense (Virginia City, n. 1877 - Bexar County, † 1938)

## Storiche dell'arte(1)
- Enriqueta Harris, storica dell'arte inglese (Londra, n. 1910 - Madrid, † 2006)

## Tastieristi(2)
- Mark Harris, tastierista, arrangiatore e compositore statunitense (Meriden, n. 1955)
- Paul Harris, tastierista, polistrumentista e compositore statunitense (New York, n. 1944 - Fort Lauderdale, † 2023)

## Tenniste(1)
- Kerry Harris, ex tennista australiana (Australia, n. 1949)

## Tennisti(4)
- Andrew Harris, tennista e allenatore di tennis australiano (Box Hill, n. 1994)
- Billy Harris, tennista britannico (Nottingham, n. 1995)
- Charles Harris, tennista statunitense (n. 1914 - † 1993)
- Lloyd Harris, tennista sudafricano (Città del Capo, n. 1997)

## Velociste(1)
- Georgia Harris, velocista australiana (n. 2004)

## Velocisti(2)
- Jonah Harris, velocista nauruano (Nauru, n. 1999)
- Otis Harris, velocista statunitense (Edwards, n. 1982)

## Wrestler(7)
- Black Bart, wrestler statunitense (Texarkana, n. 1948 - Fayetteville, † 2025)
- Bobo Brazil, wrestler statunitense (Little Rock, n. 1924 - Saint Joseph, † 1998)
- Danny Burch, wrestler inglese (Surrey, n. 1981)
- Chris Harris, wrestler statunitense (Fort Wright, n. 1973)
- Kamala, wrestler statunitense (Senatobia, n. 1950 - Oxford, † 2020)
- Brian Lee, ex wrestler statunitense (St. Petersburg, n. 1966)
- Tasha Steelz, wrestler statunitense (Bloomfield, n. 1988)

## Senza attività specificata(1)
- Clara Harris, statunitense (Albany, n. 1834 - Hannover, † 1883)